# Fødselsstiftelsen
 For alternative betydninger, se Fødselsstiftelsen (flertydig). (Se også artikler, som begynder med Fødselsstiftelsen)
Fødselsstiftelsen var en institution, oprettet i 1750, hvor ugifte kvinder kunne føde uden at opgive hverken deres eget eller faderens navn til myndighederne.
I begyndelsen havde Fødselsstiftelsen (under navnet "Jordemoderhuset" eller "Fødselshuset") til huse i jordemoder Inge Petersens ejendom i Gothersgade. Da Inge Petersen døde i 1759, blev anstalten flyttet ind på Frederiks Hospital, der var blevet oprettet i 1756. I 1787 fik Fødselsstiftelsen sine egne bygninger i Amaliegade, fordi pladsen var blevet for trang i Frederiks Hospital. I 1804 ændredes navnet til Fødsels- og Plejestiftelsen, og i 1910 blev Fødsels- og Plejestiftelsen til Rigshospitalets fødeafdeling. (Dog levede navnet "Fødselsstiftelsen" (i lægejargon "Stiftelsen") videre langt ind i 1900-tallet som uofficiel betegnelse for fødeafdelingen.)